# Eucera nipponensis
Eucera nipponensis är en biart som först beskrevs av Pérez 1911.  Eucera nipponensis ingår i släktet långhornsbin, och familjen långtungebin. Inga underarter finns listade i Catalogue of Life.